# Mulay Ismail
Mulay Ismail (Tafilalt, 1634? o 1645?-1727) fou sultà del Marroc de la dinastia alauita.
És considerat un sultà cruel i sàdic i fou anomenat «Safaq Adimaa» (Amb set de sang).

## Biografia

### Origen i accés al poder
Era fill de Mulay Muhammad I. Fou caid de Meknès i califa del seu germà a Fes (1666-1672).
Va succeir el seu germà Mawlay al-Rashid, mort el 9 d'abril del 1672 sent jurat a Fes el 14 d'abril (l'endemà de saber la mort del seu germà). Es va enfrontar a dos pretendents, però va marxar sobre Fes que s'havia declarat contra seva, i la va ocupar sent proclamat allí el 14 d'abril de 1672 quan tenia suposadament 26 anys. Va haver de reprimir nombroses revoltes: el seu germà Mulay al-Harran a Tafilelt, el seu nebot Abu l-Abbas Ahmad ibn Muhriz ibn Mummada al-Sharif a Marràqueix i al Sus, i el cap tribal al-Khidr Ghaylan, revoltat al nord-oest, tots amb el suport del turcs d'Alger interessats a mantenir un poder dèbil al Marroc. Fes es va revoltar l'estiu del 1673 però després de 15 mesos de setge es va haver de sotmetre (30 d'octubre de 1673).

### Revoltes i rebel·lió d'Ahmad ibn Abd Allah
El 1675 va instal·lar la seva capital a Mequinez (Meknès). Les revoltes el van ocupar durant quinze anys havent de lluitar en primer lloc per Marraqueix, d'on va expulsar al seu nebot; després va derrotar a Ghaylan i el va executar. Però Ahmad ibn Muhriz va mantenir la revolta al Sus i finalment per aconseguir la pau fou reconegut com a emir del territori al sud de l'Atles; al mateix temps el seu germà Mulay al-Harran fou reconegut emir a Tafilalt (1676).
Just acabar aquestes revoltes es va aixecar un descendent dels marabuts de Dila, Ahmad ibn Abd Allah, instigat pels algerians. La rebel·lió va afectar el país de Tadla i les províncies de l'oest del Marroc. En aquests anys va crear un exèrcit format sobretot per àrabs (gish dels Udaya) i descendents dels esclaus negres portats pels sadites durant anys anomenats el Abid al-Bukhari que eren propietat del sultà i els fills nascuts ja eren educats especialment per l'ofici militar. L'exèrcit, sobretot amb la intervenció de l'artilleria, va poder derrotar els rebels. El seu exèrcit va arribar a tenir 150.000 homes i va poder sotmetre els amazics de l'Atles; la guerra contra els amazics sinhadja de l'Atles fou la més complexa i encara que va sotmetre per un temps l'Atles Mitjà, no va tenir mai el control complet del país. El juny de 1677 va conquerir Marràqueix i va terroritzar a la població tallant uns deu mil caps. Milers de presoners de guerra van haver de treballar junt amb esclaus cristians, a la construcció del seu palau a Meknes (el sultà va construir a Meknès palaus, mesquites i madrasses). El 1679 una epidemia de pesta va assolar al Marroc, especialment el Gharb i el Rif, i va causar milers de morts. Ahmad Abd Allah va morir el 1680.

### Estabilització de l'imperi i apogeu
Per controlar als turcs i als europeus, va organitzar el cos dels Mudjatahidun o Voluntaris de la Fe, dirigits per oficials dels Abid al-Bukhari escollits estaven encarregats de fer la guerra irregular contra les possessions cristianes a la costa. El 1678 va assetjar als anglesos a Tànger fins que finalment la van evacuar al cap de sis anys. Va arrabassar als castellans Mamura (al-Mahdiyya, on va entrar el 4 de maig de 1681, i va trobar més de 100 peces d'artilleria), i més tard Larraix (1 de novembre de 1689) i Arzila (Asila, 1691) als espanyols-portuguesos (que van conservar Mazagan, el Peno de Vélez de la Gomera, Ceuta i Melilla). Els anglesos van evacuar Tànger el 16 d'abril de 1684 després de destruir les fortificacions. Ceuta fou assetjada durant 17 anys però no va poder conquerir-la. Ismail va provar d'acostar-se a Lluís XIV de França contra els espanyols però no ho va aconseguir i el comerç francès es va veure afectat durant uns anys per aquesta situació. El 1697, després de la pau de Rijswijk, Ismail va demanar ajut a Lluís XIV contra els otomans d'Alger i es va formar una aliança a la qual va entrar també el bey de Tunis (que va demanar la mà de la princesa de Conti, però el projecte va fracassar). L'aliança va assegurar a França beneficis comercials a Salé, Tetuan i Safi i foren francesos els que van dirigir la construcció de palaus, camins i forts o van fer de consellers militars de l'artilleria. El sultà va fer fins i tot un ridícul intent de convertir a Lluís XIV a l'islam.
Va sotmetre els amazics de la regió de l'alt Muluya on es van instal·lar guarnicions. Així el país on es pagava l'import (anomenat Bilad al-Makhzan) es va estendre a quasi tot el modern Marroc, però va fracassar en el seu intent d'expandir-se cap a Algèria (els otomans li disputaven la plana del Marroc oriental i els ksurs del sud d'Orà) sent rebutjat en cada expedició que va provar (el Muluya va restar la frontera). L'exèrcit marroquí era molt lent i en una de les incursions va deixar que l'exèrcit aliat del bey de Tunis fos destruït prop de Constantina el que va permetre als otomans traslladar les seves forces cap a l'oest per combatre els marroquins (1701) i rebutjar-los. Va construir el fort de Reggada a les muntanyes Banu Yala, dominant la vall alta de l'ued Sharef i els territoris dels àrabs de l'altiplà; també va construir el fort d'Uyun Sidi Malluk a la plana dels Angad i el fort de Salwan al territori dels Trifa. Petits forts al territori de cada tribu del nord-est van mantenir el país en seguretat contra els intents otomans i contra els marabuts. Va organitzar finalment un sistema de marques militars: a l'est amb centre a Taza, els murs de la qual foren reconstruïts i s'hi va establir una guarnició de 2.500 Abid al-Bukhari que garantia l'enllaç entre el Marroc occidental i l'oriental pel coll de Taza, i a més mantenia el control sobre els amazics del Rif al nord, i dels amazics de l'Atles mitjà al sud.
Per fer front al cost que suposaven les seves construccions (especialment a Meknès) i el manteniment d'un exèrcit tant nombrós, exigia els impostos a vegades mitjançant ràtzies sobre les tribus, i disposava dels ingressos de duanes, de la sisena part de les captures dels pirates, dels rescats de captius cristians, dels regals dels ambaixadors estrangers i del monopoli del comerç.

### Mort, descendència i successió
Va morir a Meknès al palau de la Dar al-Kehira, el 21 de març de 1727, amb uns 80 anys, deixant 36 fills mascles reconeguts i uns 700 descendents entre fills no reconeguts i filles. A la seva mort va ressorgir l'anarquia (període 1727-1757). El successor fou el fill gran Ahmad al-Dhahabi.